# Plasmatics
Plasmatics byla punk-rocková skupina, která hrála v letech 1977 až 1988 založená Ronem Swensonem a Wendy. O. Williams v New York City. Kapela byla kontroverzní skupinou známou pro nevázané živé vystoupení porušující nesčetné společenské tabu. Krátce, v letech 1978 až 1980, hrál se skupinou na baskytaru filmař Chosei Funahara.

## Členové
- Manažer kapely Plasmatics byl: Rod Swenson
- Zpěvačka: Wendy O. Williams
- Bubeníci: Ray Callahan, T. C. Tolliver, Tony Petri, Joey Reese, Neal Smith, Stu Deutsch
- Baskytaristé: Chris Romanelli, Junior Romanelli, Jean Beauvoir Kytarista:
- Kytaristé: Michael Ray, Wes Beech, Richie Stotts

## Diskografie
- New Hope for the Wretched (1980)
- Beyond the Valley of 1984 (1981)
- Metal Priestess (1981)
- Coup d'Etat (1982)
- Maggots: The Record (1987)